# スターバースト

矮小不規則銀河におけるスターバースト（NASAによる画像）

タランチュラ星雲は局所銀河群で最も活発なスターバースト領域

スターバースト（Starburst）とは、銀河同士の衝突などで星のもととなる星間ガスが短期間に大量に圧縮されることで、一度に大量の星が形成される現象。
この現象では比較的大きい星が作られやすい。
銀河の中心に存在する巨大ブラックホールもこのスターバースト現象によってできるという説もあり、スターバーストの研究は銀河の構造を知る手がかりともなる。